# Odorrana versabilis
Odorrana versabilis es una especie de anfibio anuro de la familia Ranidae.

## Distribución geográfica
Esta especie es endémica del sudeste de la República Popular China. Habita en el sur de la provincia de Anhui, Jiangxi y Guangdong en Guizhou.

## Publicación original
- Liu & Hu, 1962 : A herpetological report of Kwangsi. Acta Zoologica Sinica, Beijing, vol. 14 (Supplement), p. 73-104.[5]